# Campeonato Mundial de Biatlón de 2010
El XLVI Campeonato Mundial de Biatlón se celebró en la localidad de Janty-Mansisk (Rusia) el 28 de marzo de 2010 bajo la organización de la Unión Internacional de Biatlón (IBU) y la Federación Rusa de Biatlón. Sólo se realizó la prueba de relevos mixto, por ser la única que no se efectuó en los Juegos Olímpicos de invierno del mismo año.

## Resultados

### Mixto
| Evento                                | Oro                                                                          | Plata                                                                                     | Bronce                                                                        |
| ------------------------------------- | ---------------------------------------------------------------------------- | ----------------------------------------------------------------------------------------- | ----------------------------------------------------------------------------- |
| Relevos 2 × 6 km + 2 × 7,5 km (28.03) | Alemania · Simone Hauswald · Magdalena Neuner · Simon Schempp · Arnd Peiffer | Noruega · Ann Kristin Flatland · Tora Berger · Emil Hegle Svendsen · Ole Einar Bjørndalen | Suecia · Helena Jonsson · Anna Carin Zidek · Björn Ferry · Carl Johan Bergman |

## Medallero
| Núm. | País     | Oro | Plata | Bronce | Total |
| ---- | -------- | --- | ----- | ------ | ----- |
| 1    | Alemania | 1   | 0     | 0      | 1     |
| 2    | Noruega  | 0   | 1     | 0      | 1     |
| 3    | Suecia   | 0   | 0     | 1      | 1     |
|      | TOTAL    | 1   | 1     | 1      | 3     |